# O Bem Dotado, o Homem de Itu
O Bem Dotado - O Homem de Itu é um filme brasileiro de 1979, do gênero pornochanchada, dirigido por José Miziara.

## Sinopse
Caipira ingênuo da cidade de Itu é levado a São Paulo para trabalhar em casa de alta classe. Mas é seu outro "dote" que acaba interessando às grã-finas.

## Elenco
- Nuno Leal Maia - Lírio
- Consuelo Leandro - Nair
- Helena Ramos - Julinha
- Aldine Muller - Lurdinha
- Maria Luíza Castelli - Zilá
- Guilherme Corrêa - Rodolfo
- Esmeralda Barros - Pedra
- David Y. W. Pond - Akira
- Marlene França - Neiva
- Ana Maria Nascimento e Silva - Volga
- Felipe Donavan - Turcão
- Líbero Ripoli Filho - Padre Belmiro
- Sueli Aoki - Nice
- Tereza Teller - Clotilde
- Paulo Castelli - Ricardo
- Marcos Miranda - Teobaldo